# Sabanilla ornata
Sabanilla ornata – gatunek kosarza z podrzędu Laniatores i rodziny Agoristenidae. Jedyny znany przedstawiciel monotypowego rodzaju Sabanilla.

## Występowanie
Gatunek zarejestrowany z niepewnego kraju, prawdopodobnie Kolumbii.